# Državni ljubimci
Državni ljubimci je drugi album skupine Pankrti, ki je izšel leta 1982 pri RTV Ljubljana. Dobil je nagrado za najboljši album leta 1982 v Jugoslaviji. Leta 2012 je bil v časopisu Dnevnik uvrščen na seznam najboljših slovenskih albumov (na seznamu je tudi prvenec skupine, Dolgcajt).

## Seznam pesmi
| Stran A | Stran A                    | Stran A                      | Stran A |
| Št.     | Naslov                     | Pisec                        | Dolžina |
| ------- | -------------------------- | ---------------------------- | ------- |
| 1.      | „Leta sredinskih odklonov‟ | Dušan Žiberna • Peter Lovšin | 0:27    |
| 2.      | „Za železno zaveso‟        | Žiberna • Gregor Tomc        | 2:50    |
| 3.      | „Živ spomenik neumnosti‟   | Žiberna • Tomc               | 2:15    |
| 4.      | „Junaki drucga razreda‟    | Žiberna • Tomc               | 3:30    |
| 5.      | „Greva drugam‟             | Žiberna • Lovšin             | 2:20    |
| 6.      | „Enotni in trdi‟           | Žiberna • Tomc               | 4:10    |
| 7.      | „Punca ne še umret‟        | Žiberna • Tomc               | 3:10    |

| Stran B | Stran B                               | Stran B          | Stran B |
| Št.     | Naslov                                | Pisec            | Dolžina |
| ------- | ------------------------------------- | ---------------- | ------- |
| 8.      | „Kontrolirani, nadzorovani, svobodni‟ | Žiberna • Lovšin | 3:30    |
| 9.      | „Ostan rajš pr men‟                   | Žiberna • Lovšin | 3:50    |
| 10.     | „Ubi če hočeš umret‟                  | Žiberna • Lovšin | 2:42    |
| 11.     | „Avtoriteta‟                          | Žiberna • Tomc   | 2:40    |
| 12.     | „Zastave v prvem planu‟               | Žiberna • Lovšin | 4:20    |
| 13.     | „Tko to mora biti zdej‟               | Žiberna • Lovšin | 2:15    |

## Sodelujoči
- Peter Lovšin — vokal
- Boris Kramberger — bas, vokal
- Slavc Colnarič — bobni
- Dušan Žiberna — kitara
- Bogo Pretnar — kitara
- Tone Dimnik-Čoč — bobni